# Main Event der World Series of Poker 2008
Das Main Event der World Series of Poker 2008 war das Hauptturnier der 39. Austragung der Poker-Weltmeisterschaft in Paradise am Las Vegas Strip.

## Zeitplan

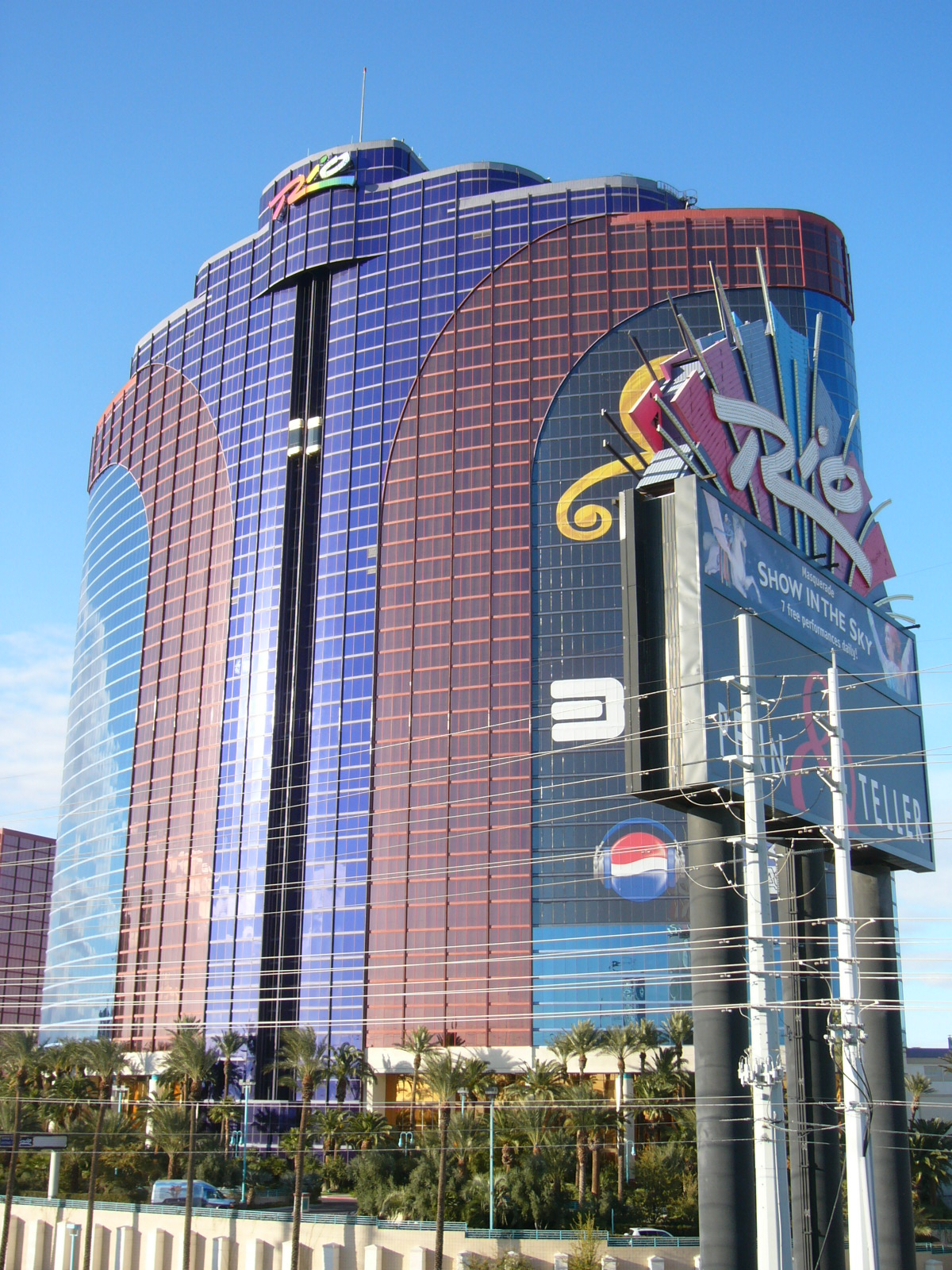
Das Rio All-Suite Hotel and Casino am Las Vegas Strip

Das Hauptturnier der World Series of Poker begann am 3. Juli 2008 und wurde am 14. Juli, nach Erreichen des Finaltischs, unterbrochen.
Im April 2008 gab der Veranstalter Harrah’s Entertainment bekannt, dass man den Finaltisch erstmals in der knapp 40-jährigen Geschichte der Veranstaltung auf einen späteren Zeitpunkt, den 9. November, verschieben wolle. Somit erhoffe man sich die Attraktivität des Turniers für Medien, Kunden und Fans zu erhöhen. Die letzten zwei verbliebenen Spieler traten am 10. November 2008 an, um den Poker-Weltmeister auszuspielen. Am Abend darauf wurde der Finaltisch auf ESPN übertragen.
Wie im Vorjahr wurde der erste Spieltag auf vier Starttage mit den offiziellen Bezeichnungen 1a, 1b, 1c und 1d aufgeteilt. An jedem Starttag waren maximal 3000 Spieler erlaubt. Nach den Starttagen gab es einen Tag Pause, bevor Tag 2a begann, an dem die verbliebenen Spieler der Tage 1a und 1b starteten. An Tag 2b spielten die Übrigen von den Tagen 1c und 1d weiter. Ab Tag drei befanden sich alle verbliebenen Spieler des Main Events gleichzeitig im Turnierraum.
Das gesamte Turnier wurde im Rio All-Suite Hotel and Casino in Paradise ausgetragen. Die insgesamt 6844 Teilnehmer mussten ein Buy-in von je 10.000 US-Dollar zahlen, für sie gab es 666 bezahlte Plätze. Beste Frau war Tiffany Michelle, die den mit mehr als 330.000 US-Dollar dotierten 17. Platz belegte.

## Deutschsprachige Teilnehmer

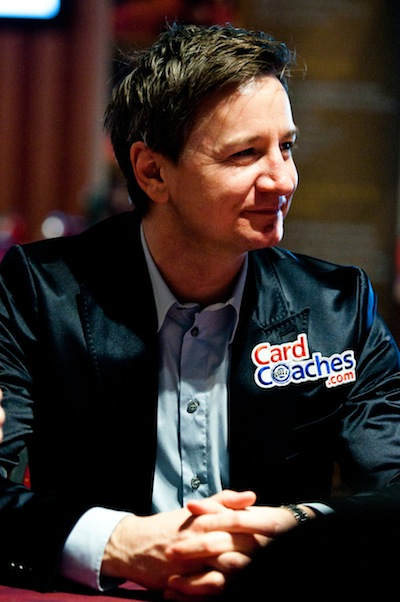
Markus Golser (477.)

Folgende deutschsprachige Teilnehmer konnten sich im Geld platzieren:
| Platz | Herkunft    | Spieler          | Preisgeld (in $) |
| ----- | ----------- | ---------------- | ---------------- |
| 038   | Deutschland | Felix Osterland  | 154.400          |
| 093   | Osterreich  | Markus Feurle    | 051.466          |
| 152   | Schweiz     | Patrick Zamarian | 041.816          |
| 262   | Deutschland | Andreas Martens  | 035.383          |
| 363   | Deutschland | Marc Tschirch    | 028.950          |
| 407   | Deutschland | Michael Schnabel | 028.950          |
| 477   | Osterreich  | Markus Golser    | 027.020          |
| 499   | Deutschland | Christophe Gross | 025.090          |
| 565   | Osterreich  | Michael Grabmugg | 023.160          |
| 585   | Deutschland | Jan Heitmann     | 023.160          |
| 642   | Schweiz     | Claudio Rinaldi  | 021.230          |
| 644   | Deutschland | Walter Bizzarro  | 021.230          |
| 661   | Schweiz     | Lorenz Roder     | 021.230          |

## Abschneiden früherer Gewinner
| Name             | Gewinner in … | ausgeschieden an Tag … | Platzierung | Preisgeld (in $) |
| ---------------- | ------------- | ---------------------- | ----------- | ---------------- |
| Doyle Brunson    | 1976, 1977    | 1d                     |             |                  |
| Bobby Baldwin    | 1978          | 1a                     |             |                  |
| Tom McEvoy       | 1983          | 1b                     |             |                  |
| Berry Johnston   | 1986          | 1a                     |             |                  |
| Johnny Chan      | 1987, 1988    | 4                      | 329.        | 032.166          |
| Phil Hellmuth    | 1989          | 6                      | 045.        | 154.400          |
| Brad Daugherty   | 1991          | 2b                     |             |                  |
| Jim Bechtel      | 1993          | 1c                     |             |                  |
| Dan Harrington   | 1995          | 1a                     |             |                  |
| Huck Seed        | 1996          | 1c                     |             |                  |
| Scotty Nguyen    | 1998          | 2a                     |             |                  |
| Noel Furlong     | 1999          | 1d                     |             |                  |
| Chris Ferguson   | 2000          | 1d                     |             |                  |
| Carlos Mortensen | 2001          | 2b                     |             |                  |
| Robert Varkonyi  | 2002          | 2a                     |             |                  |
| Chris Moneymaker | 2003          | 3                      |             |                  |
| Greg Raymer      | 2004          | 1b                     |             |                  |
| Joe Hachem       | 2005          | 2b                     |             |                  |
| Jamie Gold       | 2006          | 1b                     |             |                  |
| Jerry Yang       | 2007          | 2b                     |             |                  |

## Finaltisch

### Besetzung

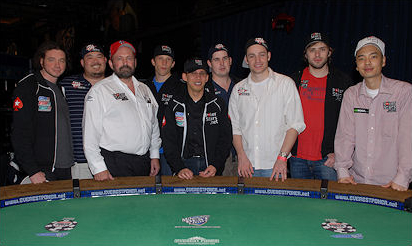
Die November Nine

| Sitz | Name             | Chips      | Position |
| ---- | ---------------- | ---------- | -------- |
| 1    | Dennis Phillips  | 26.295.000 | 1        |
| 2    | Craig Marquis    | 10.210.000 | 8        |
| 3    | Ylon Schwartz    | 12.525.000 | 5        |
| 4    | Scott Montgomery | 19.690.000 | 3        |
| 5    | Darus Suharto    | 12.520.000 | 6        |
| 6    | David Rheem      | 10.230.000 | 7        |
| 7    | Iwan Demidow     | 24.400.000 | 2        |
| 8    | Kelly Kim        | 02.620.000 | 9        |
| 9    | Peter Eastgate   | 18.375.000 | 4        |

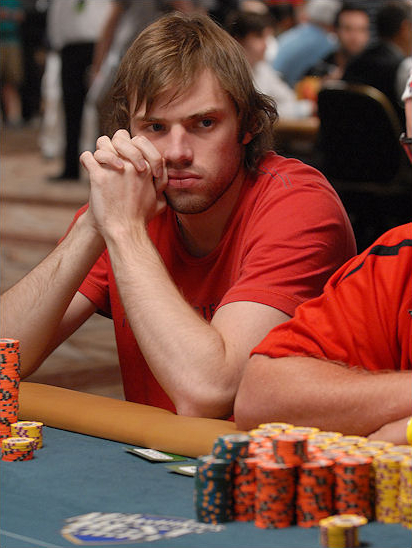
Iwan Demidow
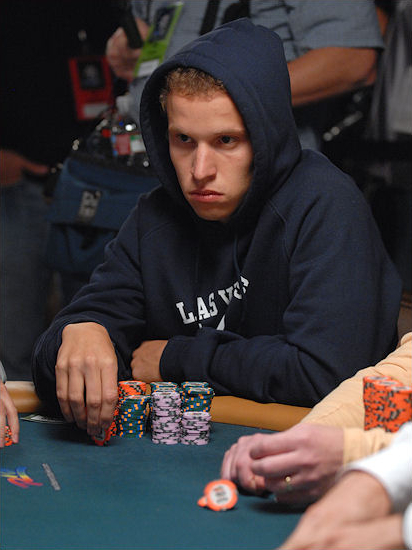
Peter Eastgate
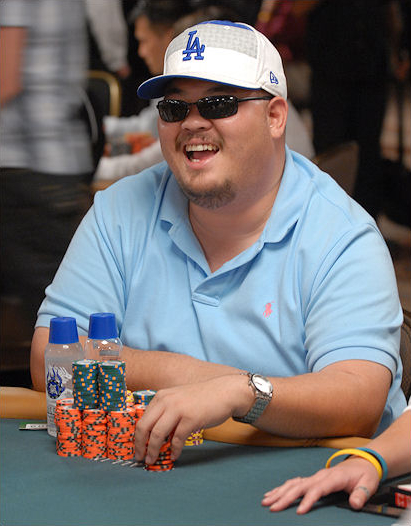
Kelly Kim
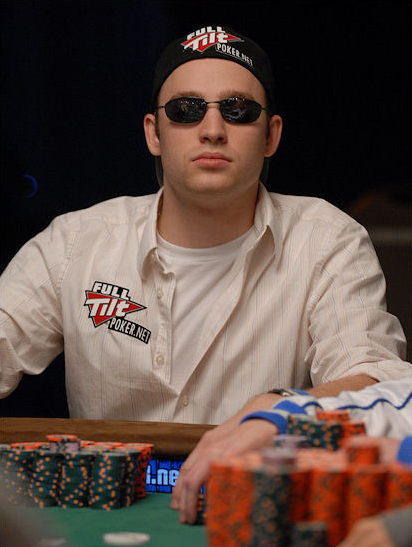
Craig Marquis
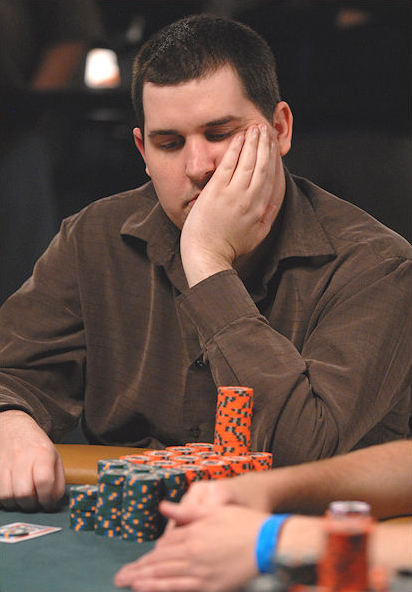
Scott Montgomery
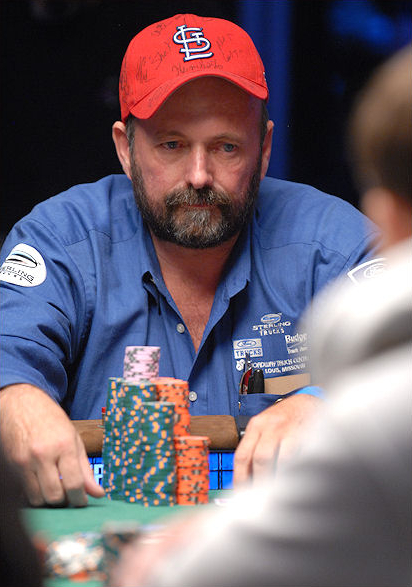
Dennis Phillips
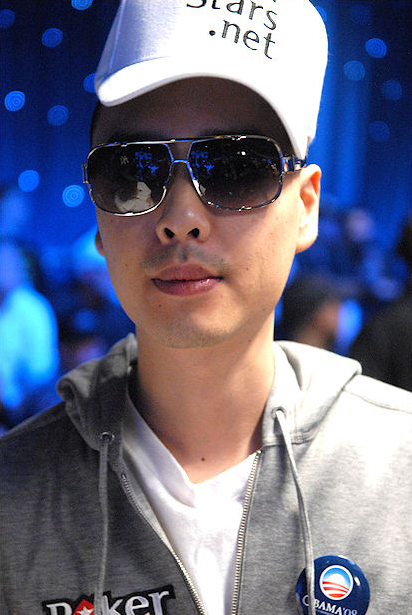
David Rheem
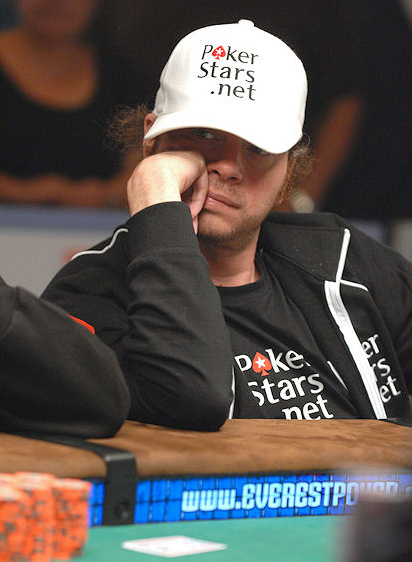
Ylon Schwartz
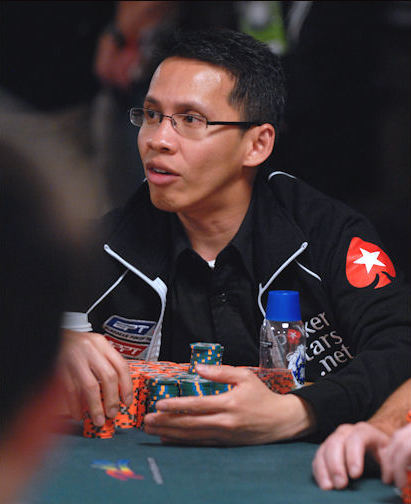
Darus Suharto

### Ergebnisse und Preisgelder

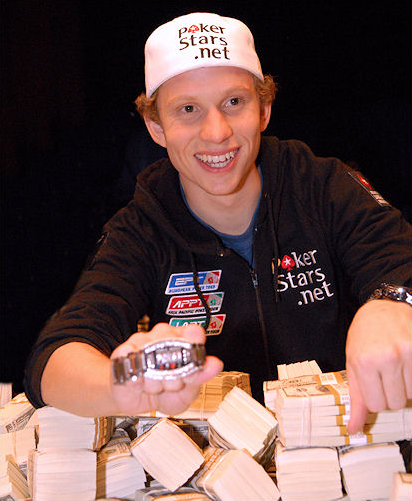
Peter Eastgate nach seinem Sieg

Der Finaltisch begann am 9. November 2008. In der finalen Hand gewann Eastgate mit A♦ 5♠ gegen Demidow mit 4♥ 2♥.
| Platz | Herkunft           | Spieler          | Preisgeld (in $) |
| ----- | ------------------ | ---------------- | ---------------- |
| 1     | Danemark           | Peter Eastgate   | 9.152.416        |
| 2     | Russland           | Iwan Demidow     | 5.809.595        |
| 3     | Vereinigte Staaten | Dennis Phillips  | 4.517.773        |
| 4     | Vereinigte Staaten | Ylon Schwartz    | 3.794.974        |
| 5     | Kanada             | Scott Montgomery | 3.096.768        |
| 6     | Kanada             | Darus Suharto    | 2.418.562        |
| 7     | Vereinigte Staaten | David Rheem      | 1.772.650        |
| 8     | Vereinigte Staaten | Kelly Kim        | 1.288.217        |
| 9     | Vereinigte Staaten | Craig Marquis    | 0.900.670        |